# Gonomyia austrotropica
Gonomyia austrotropica är en tvåvingeart som beskrevs av Günther Theischinger 1999. Gonomyia austrotropica ingår i släktet Gonomyia och familjen småharkrankar. Inga underarter finns listade i Catalogue of Life.